# 14-я артиллерийская бригада противотанковой обороны
14-я артиллерийская бригада противотанковой обороны - воинское соединение Вооружённых Сил СССР в Великой Отечественной войне.

## История
Бригада сформирована в Ленинграде, в начале июля 1941 года в соответствии с Постановлением ЦК ВКП(б) и СНК СССР "О новых формированиях в составе Красной армии" №1112-459сс от 23.04.1941 года.
В действующей армии с 12.07.1941 по 23.06.1942 года.
С момента поступления в действующую армию вела оборону на южных подступах к Ленинграду. С февраля 1942 года 94-й артиллерийский полк противотанковой обороны вёл оборону на северо-западных подступах к Ленинграду, а 44-й отдельный бронетанковый батальон (44-й бронедивизион), у которого в составе было 12 45-мм пушек и 12 зенитных пулемётов на бронемашинах, ещё в августе 1941 вошёл в состав 7-й армии, и вёл бои в Карелии, отходя к Свири. В действующей армии находился с 20.07.1941 по 26.11.1941 года, был расформирован. В 40-м отдельном танковом батальоне было 2 Т-26 и 2 бронеавтомобиля.

## Полное наименование
14-я артиллерийская бригада противотанковой обороны

## Состав бригады
- 94-й артиллерийский полк противотанковой обороны
- 705-й артиллерийский полк противотанковой обороны
- 884-й истребительно-противотанковый артиллерийский полк (до 15.12.1941 года - сводный артиллерийский полк 14-й бригады, 42-й армии)
- 40-й отдельный танковый батальон
- 44-й отдельный бронетанковый батальон

## Подчинение
| Дата            | Фронт (округ)       | Армия                         | Корпус | Дивизия | Примечания                             |
| --------------- | ------------------- | ----------------------------- | ------ | ------- | -------------------------------------- |
| 01.08.1941 года | Северный фронт      | Кингисеппский участок обороны | -      | -       | -                                      |
| 01.09.1941 года | Ленинградский фронт | 55-я армия                    | -      | -       | кроме 44-го бронедивизиона в 7-й армии |
| 01.10.1941 года | Ленинградский фронт | 42-я армия                    | -      | -       | кроме 44-го бронедивизиона в 7-й армии |
| 01.11.1941 года | Ленинградский фронт | 42-я армия                    | -      | -       | кроме 44-го бронедивизиона в 7-й армии |
| 01.02.1941 года | Ленинградский фронт | 42-я армия                    | -      | -       | кроме 44-го бронедивизиона в 7-й армии |
| 01.01.1942 года | Ленинградский фронт | 42-я армия                    | -      | -       | -                                      |
| 01.02.1942 года | Ленинградский фронт | 42-я армия                    | -      | -       | -                                      |
| 01.03.1942 года | Ленинградский фронт | 42-я армия                    | -      | -       | кроме 94 ап ПТО в составе 23-я армия   |
| 01.04.1942 года | Ленинградский фронт | 42-я армия                    | -      | -       | кроме 94 ап ПТО в составе 23-я армия   |
| 01.05.1942 года | Ленинградский фронт | 42-я армия                    | -      | -       | кроме 94 ап ПТО в составе 23-я армия   |
| 01.06.1942 года | Ленинградский фронт | 42-я армия                    | -      | -       | кроме 94 ап ПТО в составе 23-я армия   |